# Vibia Sabina
Vibia Sabina (83–136/137) Hadrianus római császár felesége és Traianus császár unokahúgának, Salonia Matidiának a lánya.

## Élete

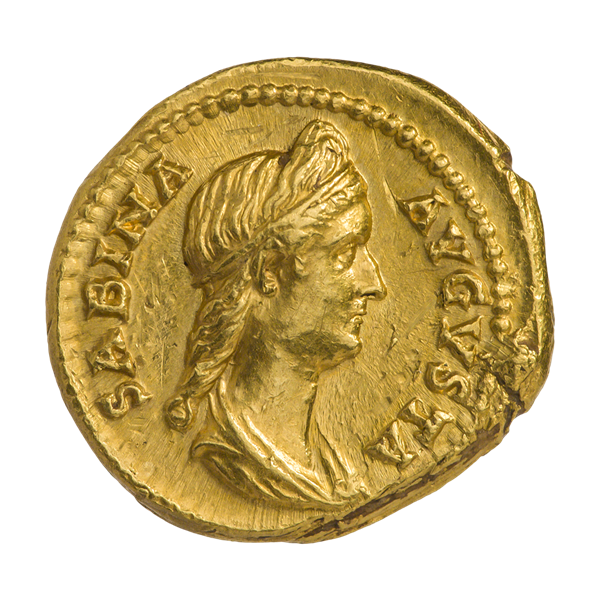
Aureus Vibia Sabina arcképével

Apja Lucius Vibius Sabinus tekintélyes szenátor, anyja Salonia Matidia, Traianus nővérének, Ulpia Marcianának a lánya volt. Apja 84-ben meghalt, az egyéves Sabinát és féltestvérét, Matidia Minort anyai nagyanyjuk, Marciana vette magához. A gyerekek Traianus és felesége, Pompeia Plotina házában nevelkedtek. 
Sabina 100-ban Plotina nyomására feleségül ment Hadrianushoz, Traianus másodunokaöccséhez (unokatestvére fiához). Anyja is kedvelte Hadrianust és támogatta a házasság gondolatát. Amikor Traianus 117-ben meghalt, Hadrianus követte őt a császári trónon. 
Császárnéként mind Rómában, mind a provinciákban több kitüntető címet gyűjtött, mint Augustus felesége, Livia óta bármelyik uralkodó felesége. Ő volt az első nő, akinek arcképe rendszeresen megjelent a Rómában vert pénzeken. Szintén ő utazott és szerepelt nyilvánosan az addigi császárfeleségek közül a legtöbbet. 128-ban megkapta az augusta (császárnő) rangot.
122-ben Hadrianus elbocsátotta a titkárát, a történetíróként ismert Suetoniust, mert "az udvari etikett előírásainál bizalmasabb viszonyba került" a feleségével. Ugyanerre a sorsra jutott Caius Spticius Clarus testőrparancsnok (praefectus praetorio) is. Kapcsolatuk megromlott, Hadrianus kijelentette, hogy ha magánember lenne, már rég elvált volna Sabinától annak "rossz természete és házsártossága" miatt. Házasságuk gyermektelen maradt, valószínűleg azért, mert férje jobban érdeklődött a fiúszeretők (pl. Antinous) iránt.
Viszonyuk a későbbiekben talán javult valamennyire, Sabina 128-130-ban elkísérte férjét keleti körútjára, melynek során végigutazták Görögország, Kis-Ázsia és Egyiptom városait. Görögországban az eleusziszi szentélyeknél templomot is szenteltek a tiszteletére. Udvarukhoz tartozott Julia Balbilla, aki verseiben megörökítette a Memnón-kolosszusok meglátogatást és a császárnét "szépnek" és bájosnak" titulálta. 
Vibia Sabina röviddel férje előtt, 136-ban vagy 137 elején halt meg. Egyes rosszindulatú pletykák szerint Hadrianus mérgeztette meg vagy kergette öngyilkosságba; erre azonban semmilyen bizonyíték sincs. Férje azonnal istennővé nyilváníttatta őt a szenátussal és saját mauzóleumába temettette el.

## Fordítás
- Ez a szócikk részben vagy egészben  a   Vibia Sabina című angol Wikipédia-szócikk ezen változatának fordításán alapul.  Az eredeti cikk szerkesztőit annak laptörténete sorolja fel. Ez a jelzés csupán a megfogalmazás eredetét és a szerzői jogokat jelzi, nem szolgál a cikkben szereplő információk forrásmegjelöléseként.